# Niokolo-Koba nationalpark
Niokolo-Koba nationalpark är belägen längs floden Gambia i sydöstra Senegal nära gränsen mot Guinea. Nationalparken omfattar 913 000 hektar. Savannen och den glesa skogen i området har ett mycket rikt djurliv bland annat stora antiloper, schimpanser, lejon, leoparder och elefanter liksom 330 fågel- och flera reptilarter. Typiska är näshornsfåglar, vävare och biätare.
Regntiden pågår mellan juni och september och då blir slätterna vid floden översvämmade. Under övriga månader är det torrt. Den årliga nederbördsmängden är omkring 1 000 mm.
Regionen var från och med 1926 ett jaktresarvat och den fick 1954 status som nationalpark. Utöver savannen förekommer galleriskogar. Trädet kapok kan bli 50 meter högt och träd av släktet Khaya når en höjd av 40 meter. Bambu och andra grässorter når en höjd av 15 meter. Tillsammans registrerades ungefär 1 500 olika växtarter.
Niokolo-Koba nationalpark blev 1981 ett världsarv.